# Будисавлевич, Лука
Лука Будисавлевич (серб. Лука Будисављевић; род. 22 января 2004) — сербский шахматист, гроссмейстер (2021).

## Биография
В 2019 году победил на международном шахматном турнире «Open Tatry». В том же году Лука Будисавлевич разделил первое место на чемпионате Сербии по шахматам среди юниоров в возрастной группе до 20 лет. В 2020 году он выиграл Балканский молодёжный чемпионат по онлайн-шахматам в личном зачёте в возрастной группе до 16 лет и вместе со сборной Сербии занял 3-е место в командном зачёте.
В августе 2021 года принял участие в чемпионате Европы, но прекратил выступления после 5 из 9 туров.
В ноябре 2021 года в Риге Лука Будисавлевич занял 105-е место на турнире «Большая швейцарка ФИДЕ».
Бронзовый призёр чемпионата Сербии 2021 года.
За успехи в турнирах ФИДЕ присвоила Луке Будисавлевичу звание международного мастера (IM) в 2020 году и международного гроссмейстера (GM) в 2021 году. В возрасте 16 лет, 10 месяцев и 7 дней он стал самым молодым гроссмейстером всех времен в истории шахмат в Сербии.

## Изменения рейтинга
| Графики недоступны из-за технических проблем. См. информацию на Фабрикаторе и на mediawiki.org. |